# ギャヴィン・ハミルトン (第2代ディーエルのハミルトン男爵)
第2代ディーエルのハミルトン男爵ギャヴィン・ジョージ・ハミルトン（英: Gavin George Hamilton, 2nd Baron Hamilton of Dalzell,KT CVO MC、1872年6月29日 – 1952年6月23日）は、イギリスの貴族、軍人、自由党の政治家、シッスル勲爵士、馬主。ジョッキー・クラブ会長を務め、競馬による経済への貢献を企図したトート・システムの導入をはじめとする様々な提言・改革を行った。

## 生涯
初代ディーエルのハミルトン男爵とその妻エミリー・レズリー＝メルヴィル（Emily Leslie-Melville、第10代リーブン伯爵の次女）との息子として生まれた。イートン校に学んだのち王立陸軍大学へと進んだ。以降は英国陸軍軍人としての経歴を歩むこととなる。1892年にスコッツ・ガーズ付少尉に任官した。1897年に中尉に昇進したが、のちに退役して1900年に予備役の大尉となる。しかしこの年に第二次ボーア戦争が勃発したため、ハミルトンは志願して南アフリカ戦線に従軍した。同年中に帝国義勇農騎兵連隊付中尉の階級を得た。その後は第28ベッドフォードシャー中隊に属して、輸送船メイド・オブ・ケントでリバプール軍港のアルバート王立海軍工廠を発っている。なお、この年に父よりディーエルのハミルトン男爵位を継承して自由党所属の貴族院議員に列している。
1905年に侍従たる議員（貴族院院内幹事を兼ねる職）に任じられ、1911年まで同職にあった。侍従たる議員在職中の1909年にシッスル勲章を受勲している。
1914年に第一次世界大戦が勃発すると、激戦区である西部戦線に従軍した。辛くも本国へ帰還してスコッツ・ガーズ付少佐に昇進したほか、ミリタリー・クロスを授与されて武人としての名誉を飾っている。

### 競馬界の改革者

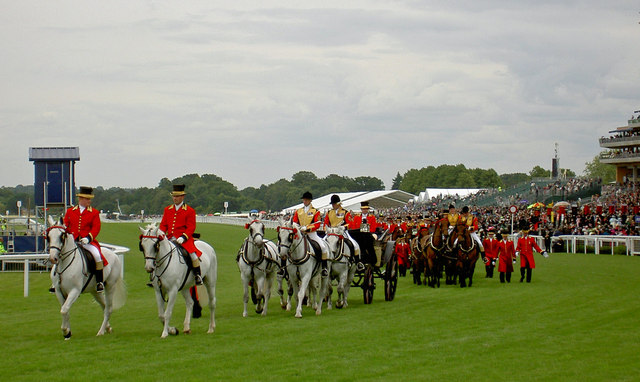
ロイヤルアスコット開催の様子。ハミルトンは王室側の主宰責任者を務めた。

ハミルトン卿は競馬に大きな関心を寄せ、競馬システムの改善・提案に熱心であった。例えば、「審議委員(Steward)は競技後、異議申し立てを俟つまでもなく率先して自分の判断で審議を行うこと」、「競馬場の合併によって生じた利益は施設建設等を通じて利用者に還元すべき」といった方針改善を求めた。
さらに、権威あるジョッキー・クラブの審議委員長、会長職を歴任し、会長時代には配当システムの改革を指向した。
イギリスにおける競馬の配当システムは営利的かつ、まとまった資金を必要とするブックメーカー方式が主流であるが、ハミルトン卿はこうした状況に風穴を開けた。すなわち、少額かつスポーツ界への利益還元を旨とするトート・システム(Tote System)を導入することで、競馬による経済的貢献を目指した。少額という射幸心をくすぐる点からモラリストや教会から批判を浴びたが、持ち前の政治力でこれを乗り切った。彼の考えたほどにはシステムがシェアを占めることはなかったが、現在も競馬界の重要な収入源となっている。
また、1934年から1945年にかけてロイヤルアスコット開催に責任を負うアスコットにおける国王陛下名代を務めた。1938年から死去までラナークシャー統監を務めた。
1952年に79歳で死去した。彼には子供がなかったため、甥のジョンが爵位を継承した。 

## 家族
1912年にシビュラ・メアリー・マーシャル（Sybil Mary Marshall、1933年没、サー・フレデリック・マーシャル陸軍中将の娘）と結婚したが、夫妻に子はなかった。

## 栄典

### 爵位
- 第2代ディーエルのハミルトン男爵（連合王国貴族[1]）

### 勲章

#### 国内
- - ロイヤル・ヴィクトリア勲章（1908年[2]）
- - シッスル勲章（1909年[7]）

#### 国外
- - 白鷲勲章（英語版、ロシア語版）[2]
- - 聖オーラヴ勲章[2]
- - 聖マウリッツィオ・ラザロ勲章[2]